# Once Over Lightly
Once Over Lightly – minialbum muzyczny amerykańskiego piosenkarza Binga Crosby'ego wydany w 1957 roku przez wytwórnię Decca Records. Wszystkie cztery utwory przedstawione na tym albumie pochodzą z albumu studyjnego New Tricks wydanego również w 1957 roku.

## Lista utworów
| Nr | Tytuł utworu                                |
| A1 | „Georgia On My Mind”                        |
| A2 | „Chicago”                                   |
| B1 | „You're Driving Me Crazy (What Did I Do)”   |
| B2 | „If I Could Be With You (One Hour Tonight)” |